# Жамбил (Наурзумський район)
Жамби́л (каз. Жамбыл) — село у складі Наурзумського району Костанайської області Казахстану. Входить до складу Карамендинського сільського округу.
Населення — 47 осіб (2021; 154 у 2009, 274 у 1999, 848 у 1989).